# Dračí doupě Plus
Dračí doupě Plus (někdy též DrD+) je vyprávěcí fantasy hra na hrdiny, podobně jako Dračí doupě (DrD), vydaná nakladatelstvím Altar v roce 2004. Úspěch slavila hlavně u pokročilejších hráčů vzhledem k tomu, že má složitější a reálnější RPG systém a je zde kladeno více důrazu na hraní postavy (role-playing) než v případě DrD. Prodává se v šesti knihách (Příručka pro hráče, Příručka Pána jeskyně, Zloděj a Theurg, Bojovník a Čaroděj, Hraničář a Kněz, Bestiář).

## Princip hry
Hru je možno hrát ve dvou a více lidech, obvykle však ve čtyřech až osmi. Jeden z hráčů musí přitom být tzv. Pán jeskyně (někdy též PJ). Většinou to bývá nejzkušenější hráč, který má přečtenou příslušnou knihu. Pán jeskyně ještě před samotnou hrou vytvoří příběh, lokace, cizí postavy, mapy, apod. Hráči si poté vytvoří postavy a popisují PJ jejich zamýšlené akce. Výsledek akcí se vyhodnotí částečně podle systému pravidel a částečně podle úvahy Pána jeskyně. Na stejném principu fungují všechny vyprávěcí RPG hry.

## Historie
Původní Dračí doupě bylo první stolní hrou na hrdiny vyšlou po pádu komunismu a získalo si velkou popularitu. Jelikož však vznikalo živelně (základní pravidla byla vytvořena bez přihlédnutí k tomu, zda je bude možno přirozeně rozšířit do pokročilejších pravidel pro mocnější postavy), obsahoval herní systém řadu problematických míst (například značný počet různých druhů hodů), která šla vyřešit jen sepsáním zcela nové hry.
O toto se pokusilo Dračí Doupě Plus a později i Dračí doupě II. „Dvojka“ šla minimalistickou cestou nízkého počtu pravidel, důrazem na příběh a řešením většiny věcí odhadem a dohodou hráčů (například zda postavám stačí den na cestu do hlavního města, nebo zda nese postava tolik věcí, aby ji to omezovalo v pohybu a boji). Proto je hra vhodná pro začátečníky a zkušenějšími hráči je kritizována.
Naproti tomu Plus verze se snaží maximální počet věcí řešit přesnými pravidly, přičemž je výslovně doporučeno se od nich v méně postatných případech (kdy výsledek hodu nemá velký vliv na dobrodružství) odchýlit a postupovat odhadem a dohodou. Jde o hru určenou pro zkušenější hráče.

## RPG systém
RPG systém se, na rozdíl od Dračího doupěte, mnohem více podobá dnešním počítačovým RPG.[zdroj?] Je zde méně kladen důraz na štěstí, ale větší na vybírání si dovedností, vlastností, vkládání bodů, ale také na hraní postavy (role-playing-game).

### Povolání
Povolání je směřování hráčské postavy, které ovlivňuje některé její schopnosti a možnosti jejich dalšího rozvoje. Povolání jsou seřazena do knih podle obecného zaměření jimi použitých mechanismů. Bojovník a čaroděj mají představovat povolání „akční“, tedy jsou stavěna tak, aby měla hlavní slovo v boji a jejich spravování bylo přímočaré. Theurg a zloděj představují „plánovací“ povolání – lze je teoreticky rozvíjet různými směry podle přání hráče. Hraničář a kněz pak mají představovat více role-playingové postavy. Jejich rozvoj určí PJ podle toho, jak hráč svou postavu hraje a podle jejích činů, hráč se tedy konkrétními mechanismy tolik nemusí zabývat.
- Bojovník – dělí se na šermíře, gladiátora, barbara, rytíře, kondotiéra a bijce
- Zloděj – pohyb (atletika, šplh a lezení…), šikovnost (kapsářství, lana a lasa), komunikace (imitace, řeč těla…), boj (dýka, kuše a minikuše)
- Hraničář – vybírá si zaměření – magie, boj, totemy, příroda, zvířata, živly
- Čaroděj – dělí se na magii časoprostorovou, energetickou, materiální, investigativní, mentální a vitální
- Theurg – dělí se na astrální svět, duševní svět, theurgické formule, démonologie
- Kněz – Zázračné schopnosti, síla aspektu, principy boha (zlo, dobro, řád, chaos, smrt, život), boží zázraky a zázračné schopnosti kněze. Dokáže také podsunovat a potlačovat pocity ostatních.

### Rasy
Rasy obývající herní svět jsou čerpány z obecného pozadí fantasy žánru. Některé původně představené Altarem (kroll) byly přebrány z Dračího doupěte.
- Člověk – univerzální rasa, podrasa: Horal (jako barbar z DrD 1)
- Elf – vysoká inteligence a obratnost, podrasy: Zelený, Temný*
- Trpaslík – vysoká vůle a odolnost, podrasy: Lesní, Horský
- Hobit – vysoké charisma a zručnost
- Kroll – vysoká síla a vůle, podrasa: Divoký*
- Skřet* – vysoké smysly a obratnost, podrasy: Skurut* (silný), Goblin* (zručný)

Rasy označené * jsou ostatními rasami diskriminovány a postaveny mimo jejich společnost.

### Úrovně a zkušenosti
Za nasbírané zkušenosti může postava postoupit až na 21. úroveň. Zkušenosti se přidělují na konci sezení, každý hráč dostane 0 až 3 body v každé z pěti kategorií: hraní postavy, řešení překážek, použití schopností, pomoc družině, přispění ke hře.

### Vlastnosti postav
Během postupu po úrovních si postava zvyšuje základní vlastnosti (dvě vlastnosti každou úroveň) a tím jí rostou i odvozené vlastnosti.
Při počátečním generování nabývají základní vlastnosti hodnot -3 až +3 podle rasy; poté se upravují podle povolání a pohlaví. Dále si hráč může některé vlastnosti zvýšit o celkem +3 až +9. Hráč zde může upřednostnit vlastnosti před zázemím (nebo naopak); zázemí má vliv na
- původ: sirotek, syn z dobré rodiny, šlechtic…
- počáteční majetek včetně vybavení postavy
- znalost obecných dovedností: boj zbraní, jezdectví, plavání, hra na flétnu, znalost historie apod.

Základní vlastnosti
- Síla (Sil)
- Obratnost (Obr)
- Zručnost (Zrč)
- Vůle (Vol)
- Inteligence (Int)
- Charisma (Chr)

Odvozené vlastnosti
- Odolnost (Odl)
- Výdrž (Vdr)
- Rychlost (Rch)
- Smysly (Sms)
- Velikost (Vel)
- Hmotnost (HmP)
- Krása (Krs)
- Nebezpečnost (Nbz)
- Důstojnost (Dst)
- Boj
- Útok
- Obrana
- Střelba
- Mez zranění

### Uspořádání světa a nadpřirozena
Příručka Pána jeskyně popisuje doporučené uspořádání světa, který se skládá z následujících součástí:
- Fyzický svět, v němž neexistuje elektromagnetismus, teorie relativity ani atomy (hmota je kontinuální)
- Duševní svět, v němž jsou odrazy fyzického světa spojeny vazbami strukturálními (např. dům je součást města) a citovými (např. mlynář miluje svoji sousedku). Pátrání skrze vazby je doménou theurga.
- Astrální sféry, v nichž se vyskytuje magenergie a démoni
- Bohové, kteří vznikají z myšlenek lidí a mohou zasahovat do fyzického světa, ne však duševního

Díky tomu téměř nemůže nastat situace, kterou by každý Pán jeskyně řešil jinak, jako tomu bylo v původním DrD (například hraničář snažící se číst myšlenky oživené kostry).
Většina povolání má ve své příručce část těchto informací o podstatě světa, ovšem neúplných a zdánlivě nekonzistentních s informacemi jiných povolání. 

## Základní pravidla

### Systém bonusů
Jednou z hlavních novinek „Plus verze“ je sjednocený systém hodnot a bonusů. Díky tomu mají vlastnosti přímou fyzikální interpretaci: má-li jedna postava o +6 větší obratnost, než druhá, skočí dvakrát dále; se zručností o +6 větší naloví za stejný čas dvakrát více jídla nebo ošetří dvakrát více bodů zranění; s inteligencí o +6 větší vyřeší hádanku dvakrát rychleji, s vytrvalostí o +6 větší snese dvakrát více bodů únavy atd.
Toto je zajištěno tím, že hodnotám jednotlivých veličin, jako jsou vzdálenost, množství nebo zranění, je přiřazen tzv. bonus, což je logaritmus dané hodnoty o základu dvacáta odmocnina ze deseti (takže zvýšení bonusu o +20 znamená zdesetinásobení hodnoty; zároveň to matematicky vychází že zvýšení bonusu o +6 je téměř přesně zdvojnásobení). Takto je vzdálenosti 1 metr přiřazen bonus +0, dvěma metrům +6, čtyřem metrům +12, deseti metrům +20 atd.
Převod mezi hodnotou a bonusem se provádí tabulkami na konci knihy. Tento systém umožňuje nejrůznější fyzikální výpočty provádět pohodlným sčítáním malých celých čísel, například:
- Běží-li postava po dobu +6 (tj. dvě kola) rychlostí +18 (tj. 8 metrů za kolo, neboli za deset sekund), uběhne vzdálenost +6 + 18 = +24, tedy šestnáct metrů.
- Protože síla výbuchu je nepřímo úměrná druhé mocnině vzdálenosti, bonus počtu utržených zranění se snižuje o dvojnásobek bonusu vzdálenosti mezi výbušninou a obětí.
- Bonus obsahu obdélníkové plochy je součtem bonusu délky a bonusu šířky.

### Druhy hodů
K bonusům se přičítá speciálně opravený hod dvěma kostkami, tzv. 2k6+ hod, který napodobuje normální rozdělení pravděpodobnosti a snaží se tak simulovat reálné chování přírodních jevů – např. výsledná délka skoku postavy se od "průměrného" výsledku postavy s danou obratností snadno může lišit o málo, ale s nepatrnou pravděpodobností může skočit i trojnásobek při mimořádném štěstí nebo naopak jen třetinu při velké smůle.
Celá pravidla používají pouze čtyři druhy hodů:
- Hod na úspěch, např. postava odolala magii, pokud její Vůle + 2k6+ je alespoň 3 + charisma sesilatele.
- Rozšířený hod na úspěch, například pokouší-li se o čtení stop hraničář, který má v příslušné dovednosti praxi PX (s hodnotou jedna až tři) provede hod smysly + 3*PX + 2k6+ a vyhodnotí jej takto:
  - padne-li alespoň 10, nalezl stopy
  - padne-li alespoň 13, určil i počet živočichů
  - padne-li alespoň 16, určil i druh živočichů

- Hod na porovnání – například v pěvecké soutěži vyhraje ten, který hodí charisma + 2k6+ vyšší, než jeho protivník. Nebo vyslýchaný dokáže nic neprozradit, pokud hodí vůle + 2k6+ alespoň rovné hodu inteligence + 2k6+ vyslýchajícího.  Klasickým hodem na porovnání je hod na boj (určující, kdo první provede bojovou akci) nebo hod na útok proti hodu na obranu (tj. vyhodnocení, zda útok zasáhl cíl).
- Hod na kvalitu – například postava naloví jídlo na tolik lidských dnů , že bonus této hodnoty je roven zručnost + předpoklady lovu + bonus času stráveného lovem + 2k6+ (tento vzorec je zde pro názornost uveden zjednodušeně oproti skutečným pravidlům, kde se postava může rozhodnout nalovit větší množství jídla na úkor jeho výživnosti), přičemž "předpoklady lovu" se určí podle tabulky a v úrodném lese budou vyšší, než na poušti.

Všechny uvedené druhy hodů jsou speciálním případem nejobecnějšího z nich, tj. hodu na kvalitu:
1. Pán Jeskyně může umístit propast s obtížností Obratnost + 2k6+    nepřeskočí ~ 12 ~ přeskočí. Použil hod na porovnání, protože jej nezajímá, s jakou rezervou postava přeskočila. Totéž by bylo možno vyhodnotit i hodem na kvalitu, přičemž postava uspěje, pokud kvalita skoku (tj. jeho délka v metrech) je alespoň rovna šířce propasti.
2. V příkladu s hraničářem množství získaných informací závisí na kvalitě čtení stop.
3. Pěveckou soutěž lze interpretovat tak, že zvítězí zpěvák s vyšší kvalitou zpěvu.

### Předpoklady postavy
Pán jeskyně může zohlednit konkrétní okolnosti jakýmkoli bonusem či postihem k hodu, přičemž mnoho bonusů je uvedeno přímo v pravidlech. Postava lezoucí po římse okna si může přičíst bonus za obecnou dovednost „Šplh a lezení“. Obecnou dovednost se může učit jakákoli postava, ale je-li dotyčný zlodějem a ovládá dovednost „Šplhání“, může si přičíst oba bonusy.
Postava odemykající zámek si může přičíst +5, má-li středně kvalitní sadu náčiní, +3 za schéma zámku a +2, má-li jen drátek. První a třetí z uvedených bonusů však nemůže použít zároveň, neboť drátek jí nedává žádnou výhodu navíc k sadě náčiní.
Takto je jednotně a přehledně popsáno, jak na dovednostech postavy a okolnostech příběhu závisí šance postavy na otevření nejrůznějších zámků: u polorozpadlého zámku může obtížnost (kterou je nutno přehodit při hodu zručnost + 2k6+) být třeba jen 5, zatímco u velmi kvalitního zámku 25 i více.